# Xenotrachea leucopera
Xenotrachea leucopera är en fjärilsart som beskrevs av George Francis Hampson 1908. Xenotrachea leucopera ingår i släktet Xenotrachea och familjen nattflyn. Inga underarter finns listade i Catalogue of Life.